# Émile Gautier (astronome)
 (juin 2010).
Si vous disposez d'ouvrages ou d'articles de référence ou si vous connaissez des sites web de qualité traitant du thème abordé ici, merci de compléter l'article en donnant les références utiles à sa vérifiabilité et en les liant à la section « Notes et références ».
Pour les articles homonymes, voir Émile Gautier et Gautier.
Émile Gautier, né le 18 avril 1822 à Genève et mort le 24 - 25 février 1891, est un astronome suisse. Il a été le cinquième directeur de l'Observatoire de Genève de 1882 à 1889.

## Biographie
Fils de Charles Gautier, et frère de l'ingénieur Adolphe Gautier (1825-1896),  il est surtout le neveu de l'astronome Jean-Alfred Gautier (1793-1881), troisième directeur de l'Observatoire de Genève,  
Il étudie d'abord les sciences à l'Académie de Genève, puis la mécanique céleste à Paris avec Urbain Le Verrier. Il voyage en Angleterre, où il collabore notamment avec Herschel, Airy, Milne et Struve, puis passe son doctorat en sciences à Genève (1847).  
Il entame ensuite une carrière militaire comme officier du génie et devient instructeur en chef à l'Ecole fédérale du génie de Thoune (1856-1861). Il devient ensuite ingénieur en chef à Cologny, près de Genève (1865). 
De 1883 à 1889, il succède à Émile Plantamour comme professeur d'astronomie à l'Université de Genève et comme directeur de l'Observatoire de Genève. 
Il fut le père de l'astronome Raoul Gautier (1854-1931).

## Œuvre
Emile Gautier s'intéresse principalement aux trajectoires de comètes, à la constitution physique du Soleil, aux protubérences solaires et à la spectroscopie. Il s'intéresse aussi aux planètes et aux nébuleuses. Il est notamment l'auteur d'un Essai sur la théorie des perturbations des comètes en 1847. .Il s'occupe activement du service chronométrique et des relevés météorologiques de l'Observatoire de Genève 
Il a observé le transit de Vénus de 1882. 